# Walking with a Panther
Walking with a Panther – trzeci solowy album amerykańskiego rapera o pseudonimie LL Cool J. Ukazał się 9 czerwca 1989 nakładem wytwórni Def Jam. Za warstwę muzyczną na krążku prawie w całości odpowiedzialny jest LL Cool J. Tylko jeden utwór, "Going Back to Cali", wyprodukował Rick Rubin.

## Lista utworów
1. "Droppin' Em"
2. "Smokin', Dopin'"
3. "Fast Peg"
4. "Clap Your Hands"
5. "Nitro"
6. "You're My Heart"
7. "I'm That Type of Guy"
8. "Why Do You Think They Call It Dope?"
9. "Going Back to Cali"
10. "It Gets No Rougher"
11. "Big Ole Butt"
12. "One Shot at Love"
13. "1-900 L.L. Cool J"
14. "Two Different Worlds"
15. "Jealous"
16. "Jingling Baby"
17. "Def Jam in the Motherland"
18. "Change Your Ways"

## Użyte sample
- "Nitro"
  - Funkadelic - "(Not Just) Knee Deep"

- "I'm That Type of Guy"
  - dialogi z filmu "Czarnoksiężnik z Oz"

- "Def Jam in the Motherland"
  - MFSB - "Love Is the Message"

## Twórcy
Opracowano na podstawie materiału źródłowego.
- LL Cool J – rap, produkcja
- Rick Rubin – produkcja utworu "Going Back to Cali"
- Billy "Spaceman" Patterson – gitara elektryczna w utworze "Clap Your Hands"
- David Tobocman – instrumenty klawiszowe w utworze "One Shot at Love"
- Cydne Monet - gościnny wokal w utworze "Two Different Worlds"
- Tony Walls – perkusja w utworze "Change Your Ways"